# Agustina Cabo
Agustina Cabo (2001. április 17. –) argentin gyermekszínész és szinkronszínész. Ambar szerepét alakítja a Violetta sorozatban Szinkronszínészként a Princesita Sofía rajzfilmsorozatban volt hallható, színészként pedig 2011-től Clarilú szerepét alakítja a El jardín de Clarilú sorozatban.